# Rhigioglossa montonenae
Rhigioglossa montonenae är en tvåvingeart som beskrevs av Taylor och Chainey 1994. Rhigioglossa montonenae ingår i släktet Rhigioglossa och familjen bromsar.
Artens utbredningsområde är Elfenbenskusten. Inga underarter finns listade i Catalogue of Life.